# Waynesboro (Virginia)
Waynesboro es una de las 39 ciudades independientes del estado estadounidense de Virginia. En el censo de 2000 la ciudad tenía una población de 21.454 habitantes. La ciudad se ubica en el valle de Shenandoah y es una de las ciudades principales del área micropolitana de Staunton–Waynesboro.

## Geografía
Waynesboro se localiza a 38°4′12″N 78°53′40″O / 38.07000, -78.89444. Según la Oficina del Censo de los Estados Unidos, la ciudad tiene un área de 39,8 km², de los cuales 39,7 km² corresponde a terreno seco y 0,1 km² a agua (0,13%).

## Demografía
Según el censo de 2000, había 19.520 personas, 8.332 hogares y 5.432 familias en la ciudad. La densidad de población era 490,7 hab/km². Había 8.863 viviendas para una densidad promedio de 222,8 por kilómetro cuadrado. La demografía de la ciudad era de 86,46% blancos, 9,96% afroamericanos, 0,31% amerindios, 0,57% asiáticos, 0,03% isleños del Pacífico, 1,09% de otras razas y 1,57% de dos o más razas. 3,29% de la población era de origen hispano o latino de cualquier raza.
Se censaron 8.332 hogares, de los cuales el 28,9% tenían niños menores de 18 años, el 46,5% eran parejas casadas viviendo juntos, el 14,5% tenían una mujer como cabeza del hogar sin marido presente y el 34,8% eran hogares no familiares. El 30,1% de los hogares estaban formados por un solo miembro y el 11,9% tenían a un mayor de 65 años viviendo solo. La cantidad de miembros promedio por hogar era de 2,31 y el tamaño promedio de familia era de 2,85 miembros.
En la ciudad la población estaba distribuida en: 23,9% menores de 18 años, 7,9% entre 18 y 24, 27,4% entre 25 y 44, 23,2% entre 45 y 64 y 17,6% tenían 65 o más años. La edad media fue 39 años. Por cada 100 mujeres había 88,1 varones. Por cada 100 mujeres mayores de 18 años había 82,8 varones.
El ingreso medio para un hogar en la ciudad fue de $32.686 y el ingreso medio para una familia $40.772. Los hombres tuvieron un ingreso promedio de $30.943 contra $22.185 de las mujeres. El ingreso per cápita de la ciudad fue de $17.932. Cerca de 11,0% de las familias y 12,8% de la población estaban por debajo de la línea de pobreza, 21,5% de los cuales eran menores de 18 años y 6,0% mayores de 65.